# Karagà
Karagà (en rus: Карага) és un poble del krai de Kamtxatka, a Rússia, que el 2021 tenia 320 habitants. Pertany al districte d'Ossora.